# 練馬区立光が丘第四中学校
練馬区立光が丘第四中学校（ねりまくりつ ひかりがおかだいよんちゅうがっこう）は、東京都練馬区光が丘にあった区立中学校。2019年（平成31年）3月末をもって閉校した。

## 沿革
- 1984年（昭和59年）
  - 4月1日 - 練馬区立光が丘第四中学校として開校
  - 5月8日 - 校歌制定
- 1992年（平成4年）3月 - 特別教室棟を増築
- 2019年（平成31年）
  - 3月16日 - 第35回卒業式・閉校式

閉校後の施設は全て除却され、練馬光が丘病院（光が丘2丁目11番）の移転先となることが2018年に発表された。2022年10月11日、練馬光が丘病院開院。

## 閉校の経緯
学校における教育活動には、一定の生徒数・学級数・教員数の規模を持つことが望ましいと考えられている。練馬区では2005年（平成17年）策定の適正配置基本方針に基づき、通学区域の変更や学校の統合により過小規模校の適正化を行うこととしている。本校は2009年度（平成21年度）から概ね6学級と、学校教育法施行規則に定める標準学級数（12〜18）を大きく下回る状態が続いていたが、2016年度（平成28年度）には4学級となったうえ回復が見通せない状況となった。そのため練馬区教育委員会は2016年9月に閉校を基本とする対応方針案を示し、説明会での意見を踏まえ当時の在校生が全て卒業する2018年度（平成30年度）末で閉校することとした。
閉校により光が丘第三中学校に統合することとし、在校生は希望する場合には閉校より早く他校への転校ができること、2017年度以降の新入生・転校生については本校と光が丘第三中学校とを自由に選択でき、本校を選択した場合は卒業よりも前に転校が必要になることとした。

## 部活動
- バドミントン部
- 陸上競技部
- サッカー部
- 女子バレーボール部
- 野球部
- 吹奏楽部
- ボランティア部
- 読書部
- 美術部

## 通学区域
以下の通りであったが、閉校により全て光が丘第三中学校に統合された。
- 田柄三丁目（7、12-17、27-30）
- 田柄四丁目（10-17、34-49）
- 田柄五丁目（18-28）
- 光が丘一丁目
- 光が丘二丁目（1-8）

## 進学前小学校
学区指定による小学校は以下の通り。しかし区立中学校選択制度により、閉校直前には学区内から本校以外の区立中学校へ進学する者の割合が高くなっていた。
- 光が丘秋の陽小学校
- 光が丘第八小学校

## 学区内の主な施設
- 東京都立田柄高等学校

## アクセス
- 都営地下鉄大江戸線光が丘駅から徒歩8分
- 国際興業バス（光02ほか）光が丘秋の陽小学校バス停から徒歩2分